# Tetela del Volcán
Tetela del Volcán es un pueblo situado en la parte noreste del estado mexicano de Morelos. Colinda al norte con el estado de México, al sur con el municipio de Zacualpan de Amilpas, al este con el estado de Puebla y al oeste con Ocuituco. Es cabecera municipal del municipio del mismo nombre.
Debido a las diferentes elevaciones que hay en el municipio de Tetela del Volcán, se encuentra a una altitud promedio de 2040 metros sobre el nivel del mar (m s. n. m.). Su territorio se extiende a 124.092 kilómetros cuadrados. En otros datos estadísticos, los resultados que arrojaron el conteo de población que el INEGI realizó en el 2020, el número total de personas que habita en el municipio de Tetela del Volcán es de 14 846.

## Historia

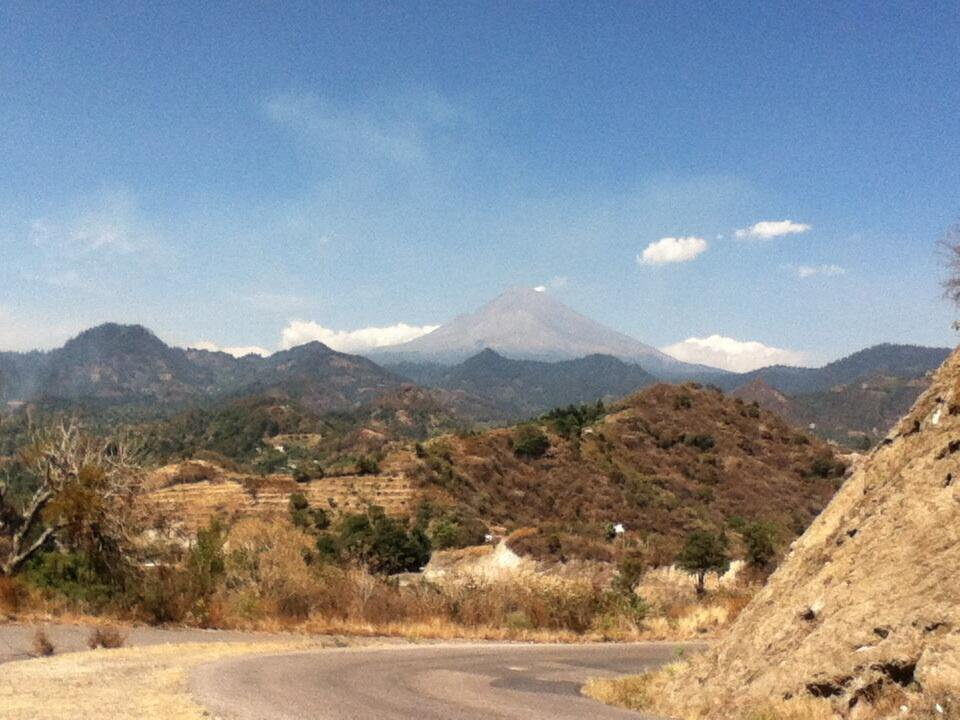
Volcán Popocatépetl

En la época prehispánica Tetela del Volcán fue asentamiento de grupos descendientes de los olmecas-xicalancas que habitaron las faldas de la sierra nevada.
Al desintegrarse el imperio tolteca se presentaron las migraciones de grupos que llegaron del valle de México, desplazando a los olmecas a lugares más allá de la sierra madre. Posteriormente llegan a Tetela del Volcán los Xochimilcas, extendiéndose hasta otros pueblos del sur del Ajusco como Tepoztlán y Oaxtepec.
En el año 1503, Tetela del Volcán y Hueyapan fueron sometidos por Moctezuma II; Bernardino Vázquez de Tapia y Pedro de Alvarado, fueron los primeros españoles que llegaron a estas tierras en septiembre de 1519. Es hasta después de la caída de Tenochtitlán cuando Cortés llegó hasta Tetela del Volcán, donde encontró a los indígenas dispuestos a resistirse sin lograrlo; lo anterior gracias a la intervención de María Estrada y a su esposo llamado Pedro Sánchez Farfán quienes lograron la victoria de los españoles, por lo que Cortés les premió con la encomienda de este pueblo. La encomienda fue recuperada en 1561 y en 1665 el pueblo ya aparece como “realengo”, administrado por el corregidor Cristóbal Martínez de Maldonado
Tetela del volcán fue catequizada junto con Hueyapan en 1539, por el padre Pedro Moralejo, gran amigo de Hernán Cortés.
Las autoridades indígenas a principios de siglo XVII funcionaban como ayuntamiento, no se sabe cuándo se introdujo este sistema, pero se supone que mientras existió el caciquismo coexistieron las formas de gobierno indígena y colonial; y tal vez al hacerse el pueblo cabecera de corregimiento, se introdujo el ayuntamiento.
En el año de 1784, Tetela del volcán fue incorporado a la Subdelegación de Cuautla, perdiendo la cabecera distrital que pasó a esa ciudad, pues al principio del siglo XVII y al desaparecer los corregimientos y alcaldías, volvió la localidad de Tetela del Volcán a ser simple pueblo tributario de la corona.
Esta población tuvo varias luchas por defender sus tierras, entre las que se pueden mencionar la de los años de 1649, 1710 y 1712.
Al crearse el Estado de Morelos, Tetela del Volcán, perteneció a la entidad como pueblo del municipio de Ocuituco. Durante el régimen de Don José Refugio Bustamante Aragón, se elevó a la categoría de municipio el día 31 de enero de 1937 por medio del decreto Núm. 903 que promulgó la XXVI Legislatura del H. Congreso de la Unión.
Sin embargo las cosas no se quedaron así por siempre, ya que en el año de 1561 los habitantes del municipio lucharon y fue recuperado, siendo en 1665 cuando el poblado apareció como realengo, que fue administrado por el corregidor Cristóbal Martínez de Maldonado. La historia también señala que a comienzos del siglo XVII las autoridades indígenas eran un ayuntamiento, en donde se encargaron de poner orden en Tetela del Volcán, siendo una forma de gobierno pero hasta que el la región logró el grado de municipio, su cabecera fue en donde se dio lo que es el Ayuntamiento que se conoce en la actualidad. Se vivieron varios acontecimientos importantes como el de 1784, cuando Tetela del Volcán fue incorporado a la Subdelegación de Cuautla, por lo que perdió la cabecera municipal que pasá a dicha ciudad.
Tetela del Volcán también pertenececió a Ocuituco, pero logró salir adelante cuando en el régimen como Gobernador José Refugio Bustamante Aragón, se elevó a la categoría de municipio el 31 de enero de 1937, mediante el decreto número 903 que fue promulgado por  la XXVI Legislatura. Fue así como después comenzaron a llegar más personas a vivir a dicho lugar, quienes se unieron para hacer de él, un regio para vivir, en donde su crecimiento se dio poco a poco con el paso de los años, realizando diversas actividades que ayudaron al crecimiento económico de la región, aunado al hecho de crear negocios para dar trabajos a sus habitantes, por lo cual Tetela del Volcán es un lugar que tiene una gran historia y de la cual, estamos seguros que sus habitantes se sienten orgullosos, recibiendo a todos los turistas con los brazos abiertos para continuar escribiendo su propia historia.

## Toponimia

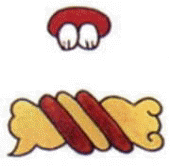

La palabra Tetela del Volcán proviene de la raíz nahuatl: Tetella o Tetetla, cuya etimología te-tl: "piedra", tla-n: "lugar" que denota abundancia y quiere decir "Lugar donde hay muchas piedras o pedregal".

## Edificios históricos

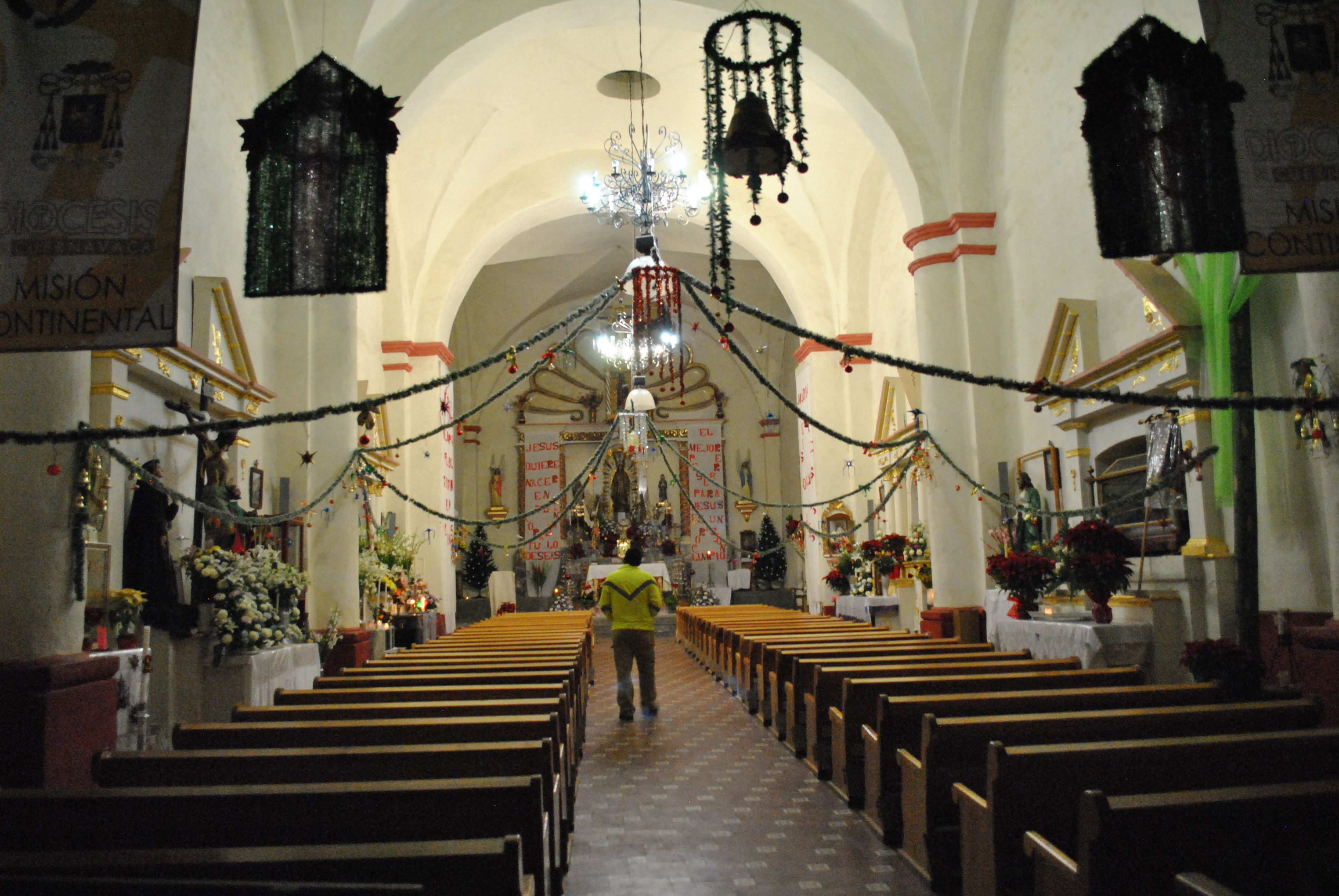
Convento de San Juan Bautista.

El municipio de Tetela del Volcán cuenta con varias zonas y edificaciones que son consideradas como atractivos, entre los cuales se encuentra el Convento de San Juan Bautista que fue construido por el fraile dominico Juan de la Cruz, iniciado en el año de 1531 y finalizado en 1574. Este ex convento cuenta con una sacristía en donde aun con el paso del tiempo, conserva muchas de sus características y detalles originales además de ser considerado de los primeros monasterios construidos en las laderas del Popocatépetl por lo que en 1994 fue incluido en la lista del Patrimonio Cultural de la Humanidad por la UNESCO.
El Antiguo Convento de San Juan Bautista tiene 3 accesos; 2 de estos que dan acceso directo al atrio, en donde uno es el principal y está ubicado justo en la parte del frente y el otro es secundario y está en el lado lateral que da a la Plaza principal del municipio, conocida como el centro histórico. El tercer acceso se encuentra en la parte trasera del convento sobre el Bulevar Adolfo López Mateos y donde actualmente se llevan a cabo las celebraciones religiosas debido a que el antiguo Convento se encuentra en reconstrucción después del sismo del 19 de septiembre de 2017. 
El ex convento cuenta con un templo formado por una torre, en donde se encuentra un reloj, regalo del Presidente Porfirio Díaz en conmemoración del Centenario de la Independencia de México en 1910. Este reloj funciona dando la hora y campañas que señalan la hora, las cuales se escuchan en casi todo el poblado. También cuenta con una Capilla Abierta, debido a que el Convento es grande porque fue construido en dos niveles, siendo en la parte del medio en donde se encuentra el atrio y hay una cruz.
La sacristía es una de las zonas mejor conservadas, en donde podrá ver que destaca la madera y piedra como elementos básicos de todo el lugar. En el claustro bajo se encuentran varios murales en donde las bóvedas están pintadas a mano, las cuales se encuentran en los pasillos que forman al ex convento. También se encuentran algunos contrafuertes que sostienen a la Iglesia y una escalinata que hay para llegar a la entrada principal del atrio.
También están las iglesias de San Pedro y San Pablo, ambas ubicadas en el poblado de Tlalmimilulpan, en el municipio de Tetela del Volcán. Ambas iglesias fueron restauradas recientemente como una forma de darles mantenimiento debido a que son construcciones muy antiguas. Los elementos que se pueden apreciar en ambas son la piedra en toda la construcción y la madera en muchos de los detalles que existen al interior de las iglesias. Cabe decir que las iglesias se realizaron con muchos detalles propios de España, combinándose técnicas de la región en cuanto a la construcción de estos recintos religiosos, los cuales son muy similares u otros que se construyeron en el estado de Morelos.
De las iglesias resalta la arquitectura mudéjar, en donde un ejemplo que se puede dar es la utilización de madera como una forma ligera y con un toque especial que se le dio a varias zonas, además del cuidado geométrico de las construcciones en donde sobresale la forma cuadrada, además de que también cuentan con su atrio. Debido a que dicho municipio está geográficamente ubicada en las faldas del volcán Popocatépetl, se caracteriza por tener un ambiente muy agradable, en donde se puede apreciar la gran flora y fauna de la zona, sus paisajes naturales hacen que todo sea mucho más fresco y llamativo, algo que forma parte de la atracción turística.
Es así como el atractivo está en el río o barranca de Amatzinac que es popularmente conocido como "El Salto", en donde sus aguas son el deshielo del volcán se encuentra a unos 8 kilómetros de distancia. Esta zona forma parte de una belleza natural porque podrá apreciar la caída de agua que se conserva intacta a la mano del hombre, sus aguas son cristalinas, frías y limpias, por lo cual es perfecta para visitarla y apreciar  cómo cae el agua en abundancia, en donde el clima tiende a ser más fresco, sintiendo la brisa del agua.
La zona alrededor del río mencionado sólo es ideal para visitarla en grupo de personas (preferentemente), en donde podrán acampar si así lo desean, aunque se requiere de tener un cuidado muy especial si es acompañado por niños y personas de la tercera edad, no puede meterse al río porque su profundidad llega a variar, por lo cual las actividades que se pueden realizar se encuentran en la zona de tierra. Pero si lo que usted desea es disfrutar del agua, entonces existe otra zona de atracción que está en el poblado de Tlalmimilulpan en donde existen varios manantiales de agua dulce encausados en las barrancas de esa comunidad, la cual pertenece al municipio de Tetela del Volcán. En esa zona podrá disfrutar del agua cristalina y fresca, señalando que debe tener cuidado al meterse a nadar, sobre todo si lo acompañan menores de edad o personas de la tercera edad, como una forma de cuidar su seguridad y así poder disfrutar de la belleza natural de la zona de manantiales que hay.

## Tradiciones y Festividades
El pueblo de Tetela del Volcán cuenta con algunas tradiciones centenarias y que han sido conservadas por la comunidad.

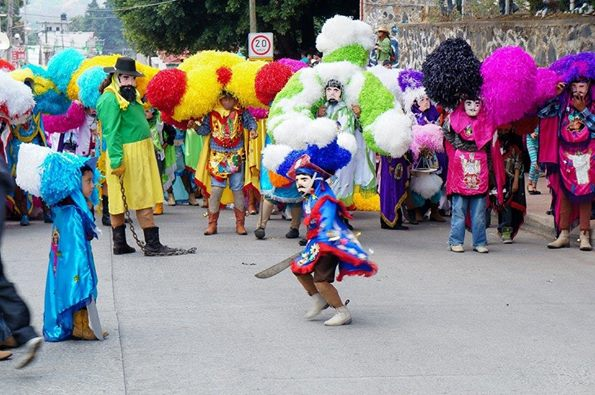

### Semana Santa
Durante la Semana Santa se llevan a cabo actividades religiosas que se realizan en conjunto con toda la comunidad, algo característico es la presencia de los sayones, personajes que representan al soldado romano que participó en la crucifixión y muerte de Jesús. Este personaje tiene antecedentes de hace más de 300 años por lo que el Congreso del Estado de Morelos lo declaró Patrimonio Inmaterial e Intangible del Estado y se está buscando que la UNESCO lo reconozca como Patrimonio Cultural de la Humanidad.
Estos personajes hacen aparición en 4 días:                                               
Jueves Santo: En este día se realizan alguna procesiones con la compañía de los sayones, al igual que se lleva a cabo el lavatorio de pies                                                                                    
Viernes santo: Este es el día con más actividad donde lo primero es el viacrucis, al terminar este se lleva a cabo la horca de Judas, después se realizan las siete palabras, y para terminar se lleva a cabo la procesión del silencio                                                                                            
Sabado de gloria: Este día se realiza una ceremonia donde se encienden los cirios, para después hacer una procesión y concluir con la misa de gloria                                                                                            
Domingo de resurreccion: Este es el último día y comienza con una pequeña procesión donde los sayones llevan flores, después de esta se lleva a cabo una misa y al terminar los sayones ofrendan sus flores al santo de su preferencia, para que después comience la quema de los sombreros y así concluir su participación                                                                                             

### Día de Muertos
El día de muertos al que como en todo México se llevan a cabo celebraciones como colocar ofrendas en los hogares para recibir a los fieles difuntos al medio día con un camino de flor de cempasúchil, pero aquí existe una tradición de hace más de 150 años que cautiva y llena de alegría las calles del poblado. Se trata de los huehuenches, que son personas que se visten tratando de representar dignamente a los difuntos a través de las ocupaciones o formas que los caracterizó en vida. Desde 2004 y con la intención de rescatar la tradición evitando que se mezclara con la tradición de Halloween, se creó la Agrupación "Rescatando Nuestras Tradiciones" que desde ese año se encarga de realizar la "Huehuenchada", un recorrido por las principales calles del pueblo de Tetela del Volcán al ritmo de la música de Acapulco Tropical pues esta música se adoptó en la década de los años 70 por la energía que contagiaba pues los seres queridos difuntos se reunían por unos días con la gente de Tetela.

## Economía
La economía del municipio de Tetela del Volcán se basa en la práctica de varias actividades consideradas como económicas, debido a que gracias a ellas los pobladores pueden mejorar su vida con el tiempo, en donde una de las primordiales y más antiguas que se han practicado es la agricultura, en donde se cultivan granos básicos como el maíz y frijol que son para el auto consumo familiar, pero también se encuentra el maíz de grano, chilacayote, amaranto, aguacate, pera, durazno que son de explotación y comercialización en el municipio. Es así como las principales especies frutícolas en explotación son principalmente el durazno, aguacate, ciruelo, higo, peral, nogal, chirimoya, granada, manzana y zarzamora. Ante esto, uno de los elementos más producidos se encuentra en el ramo frutícola, en donde la reciente incorporación de áreas al cultivo, aunado a la aplicación de nuevas técnicas de producción, han logrado hacer que se mejore la agricultura general en el municipio.
Otra de las actividades económicas que se realizan en Tetela del Volcán es la ganadería, siendo una de las que tienen un rol de gran importancia dentro de la economía familiar, siendo la segunda actividad generadora de recursos económicos de la población. Las personas que se dedican a ésta se enfocan en la cría de ganado bovino, equino, porcino, ovino, caprino, aves y abejas. Además de la producción de carne y otros alimentos extraídos de dichos animales. Otra actividad es la industria, siendo un sector que con el paso de los años tiende a crecer de manera rápida, en donde actualmente se puede decir que en el municipio se encuentran catorce tortillerias, diecinueve panaderías, veintinueve molinos de nixtamal, una industrializadora de productos frutales, diez talleres de carpintería en donde se trabaja la madera, seis talleres de fabricación de envases de madera para frutales, seis talleres de selección y empaques para frutales, cinco talleres de costura, además de las consideradas micro industrias en donde resaltan quince herrerías, cuatro talleres de hojalatería y pintura, cinco talleres mecánicos, cuatro talleres eléctricos, dos vulcanizadoras y una herrería.
Como puede ver, Tetela del Volcán ha sabido aprovechar lo que tiene analizando las necesidades que existen para abrir las empresas que mejor se adecuan para satisfacer a los clientes, es por eso que cuenta con todo lo necesario para vivir y desarrollarse de forma adecuada. Es elemental decir que en una de las población que forman parte del municipio mencionado "Hueyapan" se da lo que es la confección de prendas de lana, mismas que se elaboran en talleres familiares, lo cual es algo muy típico en la zona, de lo que obtiene prendas como gabanes y los clásicos sarapes de tejido fino. Cabe señalar que en la actualidad se ha logrado incrementar la industria de productos de campos con la elaboración de alimentos que se obtienen de las frutas procesadas como por ejemplo la fruta en almíbar, mermeladas, jaleas, vinos y licores.
Es así como llegamos al comercio y abasto, actividades que se practican desde hace muchos años en la región, debido a que sus habitantes han sabido cómo hacer comercio para vivir, siendo en la cabecera municipal en donde se realizan tianguis semanales los días miércoles y domingos, así como los martes para la compra-venta de frutas y de otros productos básicos. También existen varias tiendas o puestos que ofrecen abarrotes, carnicerías, granos, forrajes, además de los establecidos como zapaterías, ferreterías, materiales para construcción y más. Cabe decir que en cuanto a los servicios, cuenta con restaurantes, fondas y taquerias que ofrecen sus servicios de manera permanente. Otro aspecto elemental es el turismo y de acuerdo a la ubicación geográfica que posee el municipio de Tetela del Volcán, los paisajes naturales que lo rodean, hacen que sea de atracción para las personas que gustan de la naturaleza, en donde resaltan las montaña, bosques, la cuenca del río amatzinac, dos exconventos dominicos y más.
Todo lo anterior ha logrado contribuir significativamente en el desarrollo económico de Tetela del Volcán, lo cual se refleja en mejoras que se han hecho por parte de los gobiernos municipales que han gobernado la zona, además del interés, cuidado y compromiso por parte de sus habitantes, quienes saben que en sus manos se encuentra el crecimiento económico que desean, porque gracias a las diversas actividades que realizan, logran dar más y mejores trabajos a la población, lo cual hace que las ganancias sean para todos, tanto para dueños de empresas y comercios, como para los trabajadores que participan en cada una de ellas.

## Clima
El clima que existe en el municipio de Tetela del Volcán es de tipo húmedo la mayor parte del año y tiende a ser frío en la época de invierno aunque es más seco, sin embargo el clima puede llegar a presentar algunas variaciones en la zona norte del municipio, en donde tiende a ser el típico de la montaña. Esto significa que los registros obtenidos de años anteriores muestran que en Tetela del Volcán la temperatura se caracteriza por tener frecuentes precipitaciones nublosas que tienden a ser tempestuosas en donde normalmente cuando llueve muy fuerte se presenta granizo. Es elemental decir que la precipitación pluvial que se alcanza es de 2.341,63 milímetros cúbicos por año, siendo el período de lluvias en el mes de junio y finaliza en octubre.